# Pulkowo-Observatorium

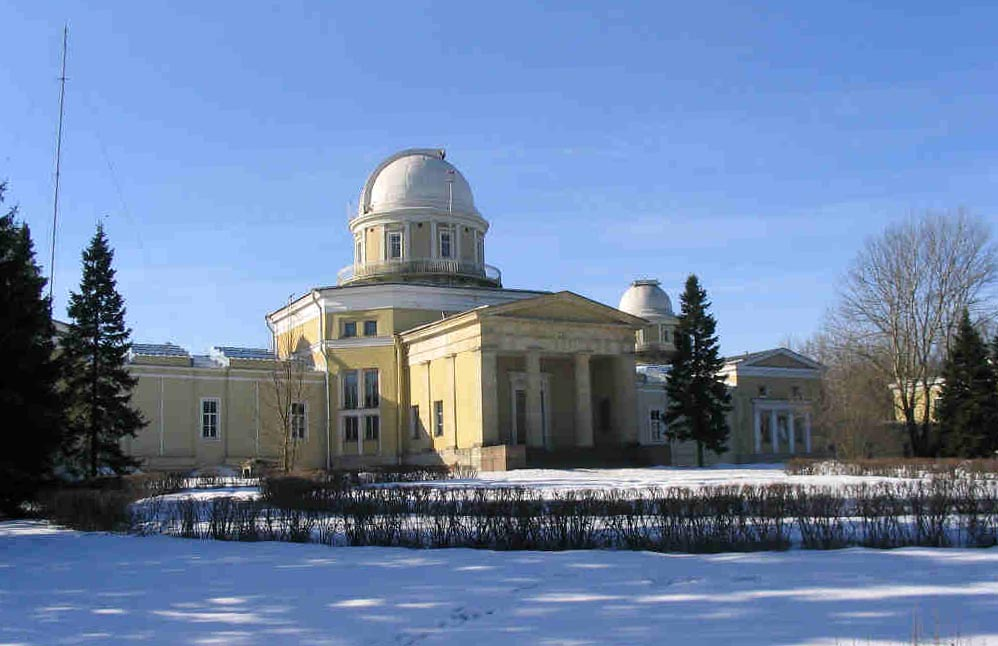
Pulkowo-Observatorium

Das Pulkowo-Observatorium – russisch Пу́лковская астрономи́ческая обсервато́рия, englisch Pulkovo Space Observatory – ist die bekannteste Sternwarte Russlands und seit langem das Hauptobservatorium der Russischen Akademie der Wissenschaften. Es befindet sich auf dem Pulkowo-Hügel, 18 Kilometer südlich des Zentrums von Sankt Petersburg.

## Instrumentierung

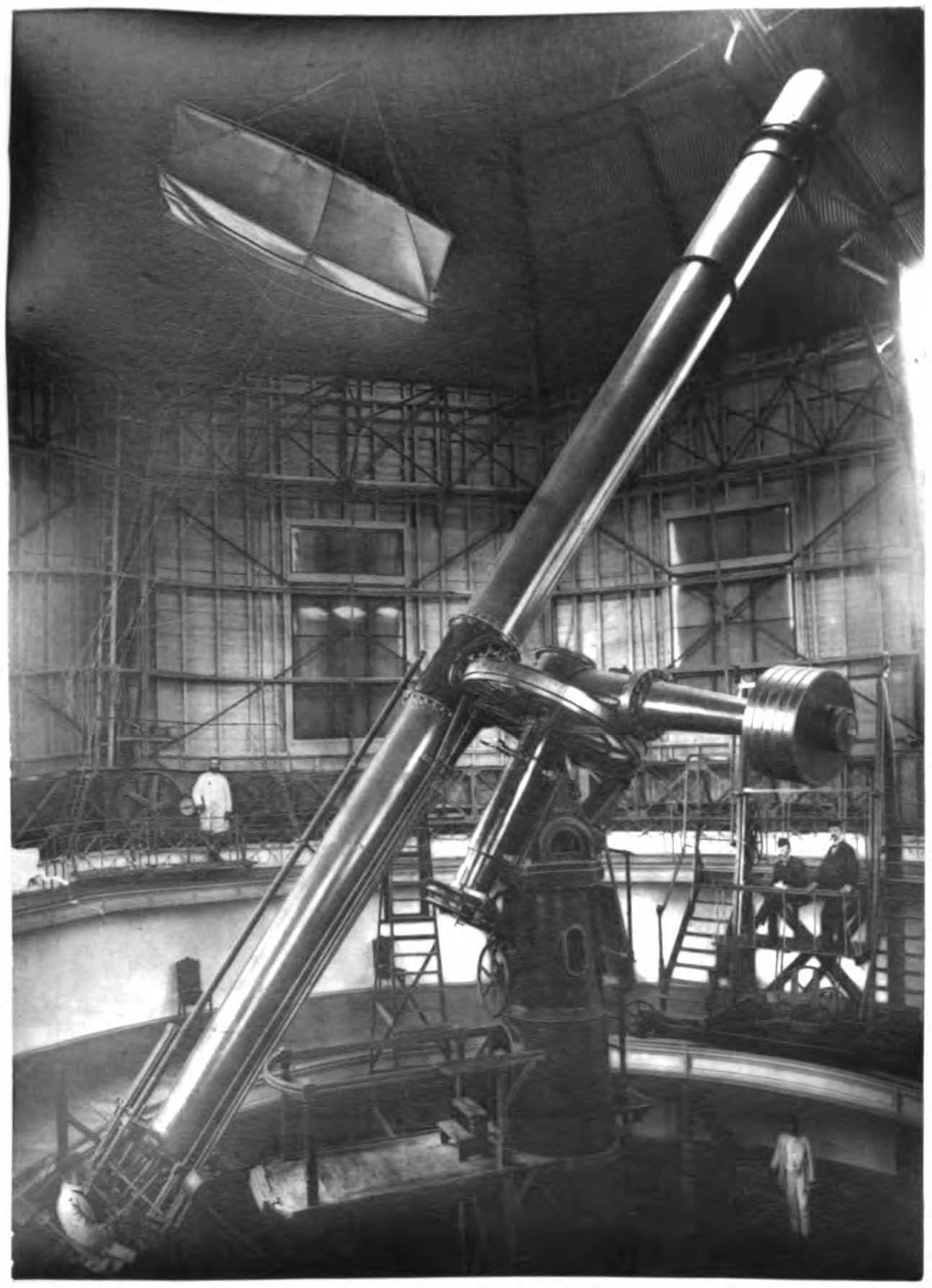
30-Zoll-Refraktor

Die Sternwarte wurde 1839 unter Zar Nikolaus I. gegründet und erhielt ein damals als Riesenteleskop geltendes Hauptinstrument mit 38-cm-Objektiv, einer Weiterentwicklung der berühmten Münchner Fraunhofer-Objektive. 1886 überflügelte sie mit dem 30 Zoll großen Refraktor das bis dahin größte Linsenfernrohr der Welt in der Universitätssternwarte Wien.
Die hohe geografische Breite (wie Oslo nur 6½° vom Polarkreis entfernt) erlaubte Beobachtungen, die von südlicheren Sternwarten wie dem Royal Greenwich Observatory nicht durchgeführt werden konnten. Pulkowo war Standpunkt der Weltlängenbestimmung 1933 (Ortszeitdifferenz zu Greenwich 2h 01m 18,57s) und wurde 1990 von der UNESCO in die Liste des Weltkultur- und Naturerbes der Menschheit aufgenommen.
Das Pulkowo-Observatorium ist eine historisch wichtige Forschungsstätte, die nach 1945 teilweise neu ausgestattet wurde, u. a. mit einem Radioteleskop. An ihren meist in Deutschland hergestellten Instrumenten arbeiteten bedeutende Astronomen, wie der deutsche Friedrich Georg Wilhelm Struve, sein Sohn Otto Wilhelm Struve und Paul Harzer.

## Gründungsgeschichte

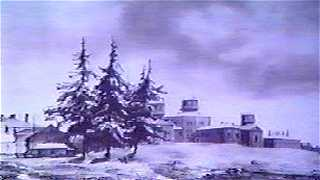
Pulkowo-Sternwarte, 1839

Das Observatorium wurde 1839 auf einer bewaldeten Anhöhe mit oben freier Rundsicht erbaut. Der Hügel mit dem Dorf Pulkawa zu Füßen wurde als Park ausgestaltet, um durch liebevollste Fürsorge für alle Bedürfnisse der Astronomen deren Einsamkeit in 15 km Distanz zur Hauptstadt möglichst unfühlbar zu machen. Das Sternwartenareal samt Park umfasst etwa 0,7 × 1 km und wird durch die in einem östlichen Bogen ausweichende Fernstraße nach Moskau (Pulkowskoje bzw. Moskowskij Prospekt) erschlossen.
Als künftige Hauptsternwarte Russlands wurde Pulkowo schon 1839 mit den damals modernsten Geräten ausgestattet. Der große Refraktor war mit 38 cm Öffnung für etwa 10 Jahre das lichtstärkste Linsenfernrohr der Welt. Erster Direktor wurde der Deutschbalte Friedrich Wilhelm Struve, der zuvor die Sternwarte Dorpat aufgebaut hatte. Architekt war Alexander Brjullow.
Die Hauptaufgabe des Observatoriums bestand in der Positionsbestimmung der Sterne (Astrometrie), der Untersuchung von Doppelsternen und der exakten Bestimmung von astronomischen Konstanten, wie der Präzessionsbewegung der Erde, der Nutation und der stellaren Aberration. In den Jahren 1845, 1865, 1885, 1905 und 1930 wurden eigene Sternkataloge herausgegeben.
Darüber hinaus dienten die in Pulkowo gewonnenen Daten der Landesvermessung von Russland sowie für Zwecke der Navigation und der geografischen Forschung. So war man an der exakten Bestimmung der Längen- und Breitengrade von der Donau bis zum Nördlichen Eismeer (bis 1851) und der Vermessung der Insel Spitzbergen (1899–1901) beteiligt. Der Meridian von Pulkowo, der durchs Zentrum des Hauptgebäudes verläuft, war der Ausgangspunkt sämtlicher älterer Landkarten Russlands.
Die Russische Geographische Gesellschaft verdankt ihre Gründung (1845) maßgeblich dem Observatorium. Von Pulkowo aus organisierte Wilhelm v.Struve auch die Fertigstellung des Struve-Bogens, eine 3000 km lange Vermessungslinie zur osteuropäischen Geoidbestimmung (1816 bis 1852), deren Planung er noch an der Sternwarte Dorpat begonnen hatte.
Im Observatorium befindet sich das bekannteste Porträt von Carl Friedrich Gauß, das der dänische Maler Christian Albrecht Jensen im Sommer 1840 im Auftrag des Zaren in Göttingen anfertigte und von dem eine Anzahl Kopien existieren.

## Geschichte bis zum Zweiten Weltkrieg

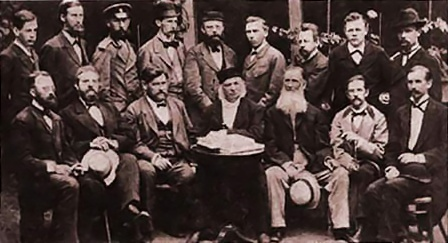
Mitglieder des Observatoriums

1862 übernahm Struves Sohn Otto Wilhelm die Leitung des Instituts. 1888 wechselte Aristarch Belopolski, ein Experte auf dem Gebiet der Spektroskopie und der Sonnenforschung, von der Moskauer Sternwarte nach Pulkowo.
1889, anlässlich des 50-jährigen Bestehens, wurde ein astrophysikalisches Labor eingerichtet und ein Refraktor mit 76 cm Öffnung aufgestellt (wiederum das weltgrößte Linsenfernrohr).
1890 wurde Fjodor Bredichin Direktor. Unter seiner Leitung wurde die Astrophysik zum Forschungsschwerpunkt. Mit der Installation eines Astrografen begann man 1894 in Pukowo mit der Astrofotografie. 1904 erfolgte die Aufstellung eines „Zenitteleskop“ zur Messung der Bewegung des Himmelspols. Ab 1920 sandte das Observatorium mittels Radiowellen genaue Zeitsignale aus. 1923 wurde ein Spektrograf nach Littrow aufgestellt. 1940 nahm man im Süden des Areals ein Sonnenteleskop in Betrieb.
Um Beobachtung der südlicheren Sterne vornehmen zu können, wurden zwei Niederlassungen eingerichtet, das Simejis-Observatorium auf der Halbinsel Krim (im heutigen Jaltaer Stadtteil Simejis) und die Sternwarte von Nikolajew.
Der Große Terror der Stalin-Ära bedeutete einen tiefen Einschnitt für die Forschungstätigkeit. Viele Mitarbeiter, einschließlich des damaligen Direktors Boris Gerassimowitsch, wurden verhaftet und Ende der 1930er Jahre hingerichtet. Dies wurde später als Pulkowo-Affäre bekannt. Die Wissenschaftler, wie beispielsweise Dmitri Jeropkin, wurden von Troika-Sondergerichten des NKWD der Beteiligung an der terroristischen, faschistischen Trotzki-Sinowjew-Organisation beschuldigt, die vom deutschen Geheimdienst zum Sturz der Regierung der Sowjetunion und Errichtung einer faschistischen Diktatur auf dem Boden der Sowjetunion 1932 gegründet worden sei. Die Zahl der Opfer dieser Pulkowo-Affäre konnte nicht genau festgestellt werden. Zu den Opfern gehörten nicht nur Wissenschaftler des Pulkowo-Observatoriums, sondern auch Astronomen, Geologen, Geophysiker, Geodäten und Mathematiker in verschiedenen wissenschaftlichen Instituten in Leningrad, Moskau und anderen Städten.
Während des Zweiten Weltkrieges wurde das Observatorium durch deutsche Luftangriffe und Artilleriebeschuss vollständig zerstört. Unter dramatischen Umständen konnten die Hauptinstrumente der Hauptsternwarte, darunter auch das große Linsenteleskop mit einem Objektivdurchmesser von 76 cm, nach Leningrad ausgelagert werden und entgingen so der Zerstörung und Vernichtung. Gleiches galt auch für einen Großteil der weltberühmt gewordenen Bibliotheksbestände mit ihren äußerst seltenen Handschriften und Büchern des 15. bis 19. Jahrhunderts, sowie fundamentaler Werke auf dem Gebiet der praktischen Astronomie und Geodäsie. Jedoch durch eine Brandstiftung am 5. Februar 1997 sind etwa 1500 der 3852 Bände vollständig verbrannt. Auch die übrigen Bände wurden beschädigt, entweder durch die Flammen oder das Löschwasser.

## Jüngere Geschichte

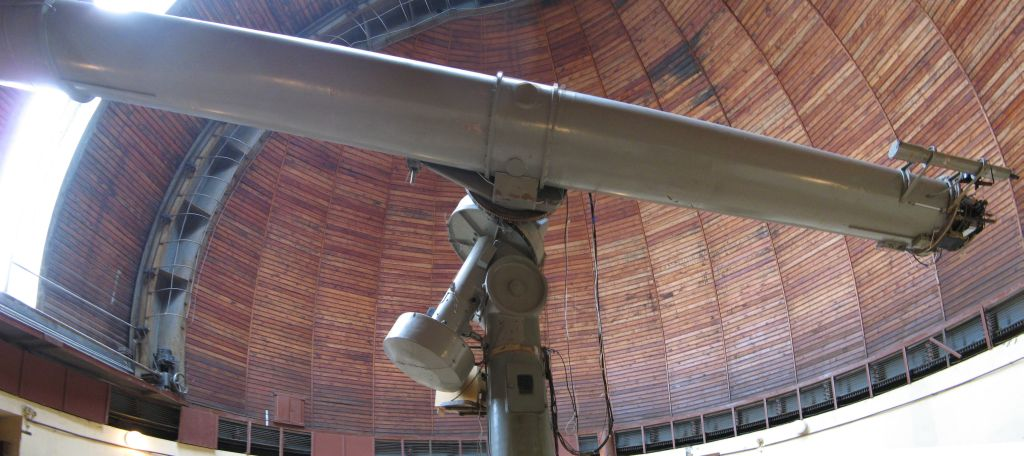
Der 65-cm-Refraktor

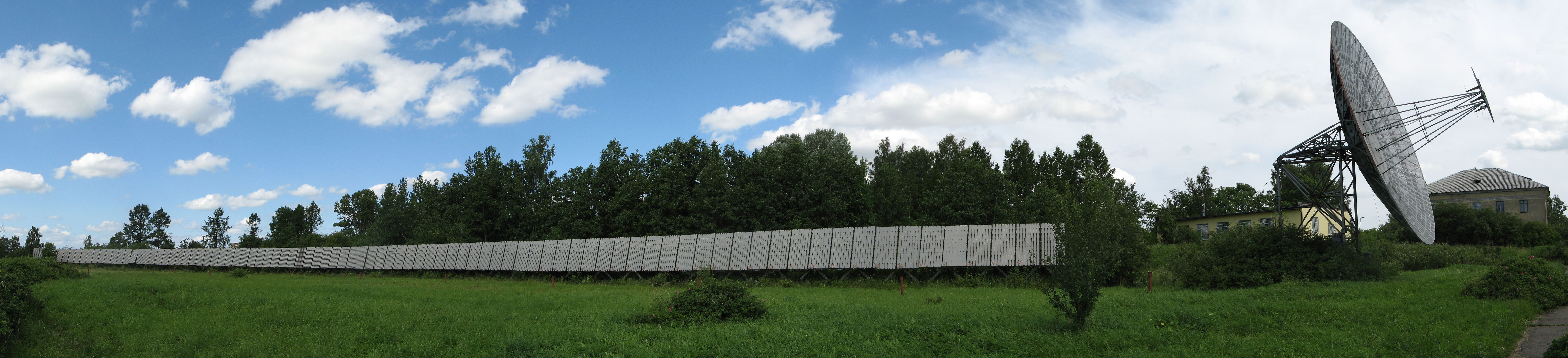
Radioteleskop

Noch vor Kriegsende beschloss die sowjetische Regierung, das Observatorium wieder aufzubauen und die frühere Einrichtung um Geräte und Personal zu erweitern. 1946 begannen die Bauarbeiten unter Leitung des Direktors Alexander A. Michailow (Direktor bis 1964), im Mai 1954 erfolgte die Wiedereröffnung.
Neu war der Fachbereich Radioastronomie und eine optisch-mechanische Werkstatt für den Instrumentenbau. Geräte, die den Krieg überstanden hatten, wurden repariert und wieder in Betrieb genommen. Neue Teleskope waren ein 65-cm-Refraktor, ein großes Zenitteleskop, zwei Interferometer, zwei Sonnenteleskope, ein Koronograf und ein großes Radioteleskop.
Die Sternwarte in Simejis wurde 1945 dem Krim-Observatorium angegliedert, ein weiteres Observatorium in Kislowodsk errichtet.
Derzeitiger Direktor der Hauptsternwarte ist Alexander V. Stepanov, Berater der Akademie Russlands bekanntester Astronom Wiktor Kusmitsch Abalakin. Jährlich publizieren die Wissenschaftler des Observatoriums 5–10 Werke, ferner Fachbücher und zahlreiche Zeitschriftenartikel, wozu noch aktuelle Berichte über Entdeckungen kommen. So wurde 19../20.. die Explosion einer Supernova in einer fernen Galaxie gemeldet, ein Phänomen, das nur etwa alle 30 Jahre beobachtet wird.
Im Observatorium befindet sich auch ein Teil des astrophysischen Labors der Akademie und die einzige Erdbeben-Forschungsstation in Nordwestrussland. In den 1970ern entwickelte die Sternwarte einen fotografischen Meridiankreis zur Bestimmung hochpräziser Sternörter.